# Sokiriany
Sokiriany (ukr. Сокиряни, Sokyriany) - miasto na Ukrainie w obwodzie czerniowieckim, w rejonie dniestrzańskim.
Miasto leży w północno-zachodniej części Wyżyny Besarabskiej. Znajduje tu się stacja kolejowa Sokiriany, położona na linii Czerniowce – Ocnița.

## Historia
Pierwsza wzmianka o miejscowości pochodzi z 1666.
W 1989 liczyło 11 819 mieszkańców.
W 2013 liczyło 9462 mieszkańców. Do 2020 siedziba władz rejonu sokiriańskiego.